# Liam Cooper
Liam Cooper, född 30 augusti 1991 i Kingston upon Hull, är en skotsk fotbollsspelare (försvarare) som spelar för bulgariska CSKA Sofia. Han är även skotsk landslagsman.

## Klubblagskarriär

### Hull City
Cooper fostrades i Hull City och var som 16-åring med när klubbens ungdomslag den 28 april 2008 vann Football League Youth Alliance Cup. I finalen mot Colchester United, som Hull vann med 3-0, gjorde Cooper matchens första mål innan han utvisades för avsiktlig hands. Ungdomslaget vann även serien och Cooper förärades utmärkelsen som klubbens bästa unga spelare.
Den 26 augusti 2008 gjorde Cooper sin debut för Hulls seniorlag, i en oavgjord ligacupmatch mot Swansea. Fyra dagar senare, på sin 17-årsdag, skrev han på sitt första proffskontrakt med klubben över tre år, och satt på avbytarbänken när Hull mötte Wigan i Premier League.
Coopers ligadebut dröjde ytterligare en säsong och kom den 26 september 2009, då han spelade från start när Hull förlorade med 6-1 borta mot Liverpool. Han spelade i en andra seriematch senare under samma säsong, då han den 13 mars 2010 kom in som avbytare i en förlust 2-1 mot Arsenal. Några dagar senare, den 17 mars 2010, förlängdes Coopers kontrakt med Hull till 2013.
Efter att Hull åkt ur Premier League under Coopers debutsäsong, startade han tre matcher i följd i augusti 2010, men hamnade därefter åter utanför startelvan.

#### Carlisle United (lån)
I januari 2011, och på nytt i mars, gick Cooper på månadslånga lån till Carlise United i League One. En option fanns att förlänga det andra lånet till säsongens slut, men Cooper valde att återvända till Hull.

#### Huddersfield Town (lån)
Den 8 juli 2011 lånades Cooper ut till Huddersfield Town i League One för hela säsongen 2011/2012. Han spelade i sju matcher, varav fem från start, men hamnade under senhösten delvis utanför truppen helt. I december 2011 begärde Cooper att få avbryta lånet och återvända till Hull, för att där istället försöka imponera på nye managern Nick Barmy, som tagit över efter att Nigel Pearson lämnat för Leicester.

#### Hull City
Den 31 mars 2012 spelade den 20-årige Cooper sin första seriematch för Hull sen augusti 2010, då han startade i en hemmamatch mot Coventry City i Championship. Han gjorde självmål i den 13:e minuten och Hull förlorade med 0-2. I samma match drabbades lagkaptenen och mittbackskollegan Jack Hobbs av en knäskada som innebar att han missade resten av säsongen. Cooper fick starta de återstående sex seriematcherna under säsongen, varav Hull vann tre, men hamnade åter utanför startelvan när säsongen 2012/2013 inleddes.

#### Chesterfield (lån)
Den 1 november 2012 lånades Cooper ut till League Two-klubben Chesterfield på en månad. Han gjorde mål i sin debutmatch för klubben, en seger med 2-1 mot Oxford United. I december förlängdes lånet med en ytterligare månad.

### Chesterfield
Den 5 januari 2013 värvade Chesterfield Cooper på permanent basis, i konkurrens med klubbar högre upp i seriesystemet. Han skrev ett kontrakt med klubben på två och ett halvt år. Från och med lånet i november hann han spela 31 matcher för klubben i sin debutsäsong.
Cooper behöll sin plats i startelvan under i stort sett hela säsongen 2013/2014, och bildade mittlås först tillsammans med Sam Hird och senare med Ian Evatt. Chesterfield nådde finalen i Football League Trophy, men förlorade finalen på Wembley mot Peterborough United i mars. Chesterfield vann samma säsong League Two och Cooper blev uttagen i spelarförbundet PFA:s Team of the Year.

### Leeds United

#### 2014/2015
Den 12 augusti 2014 värvades Cooper av Championship-klubben Leeds United, efter att Chesterfield tackat nej till två tidigare bud. Övergångssumman spekulerades ligga mellan 500 000 och 750 000 pund. Cooper skrev treårskontrakt med den nya klubben. Han debuterade den 16 augusti i Uniteds första hemmamatch för säsongen, där Middlesbrough besegrades med 1-0. Cooper fick regelbunden speltid och gjorde sitt första mål för Leeds den 8 november i en match mot Blackpool.
När Leeds Uniteds lagkapten Stephen Warnock blev skadad i januari 2015, fick Cooper tillfälligt ta över kaptensbindeln och kallades av tränaren Neil Redfearn för "en naturlig ledare." Senare samma månad såldes Warnock till Derby County, och Cooper blev ny ordinarie lagkapten. Cooper spelade 31 matcher under sin debutsäsong i Leeds.

#### 2015/2016
Sommaren 2015 värvades tidigare lånet Sol Bamba permanent av Leeds United, och blev ny lagkapten, med Cooper som vicekapten. Cooper startade 39 av 46 seriematcher under säsongen 2015/2016, där Leeds United slutade på 13:e plats i Championship.

#### 2016/2017
Cooper missade hela försäsongen 2016 på grund av en muskelskada, men var återställd till säsongsstarten. Leeds kom att göra sin bästa säsong på flera år, med lånespelarna Pontus Jansson och Kyle Bartley som ordinarie mittbackar, vilket innebar begränsad speltid för Cooper, som endast fick spela i elva seriematcher, varav tre inhopp. Den 29 januari 2017 blev han utvisad i Leeds förlust med 1-0 mot National League-klubben Sutton United i FA-cupen. I april 2017 stängdes Cooper av i sex matcher för en stämpling på Reading-försvararen Reece Oxford.

#### 2017/2018
Inför säsongen 2017/2018 utsågs Cooper på nytt till lagkapten, och startade sex av säsongens sju första seriematcher. Den 10 augusti 2017 kom Cooper överens om ett nytt fyraårigt kontrakt med Leeds United. Den 26 september drog Cooper på sig karriärens fjärde röda kort i en bortamatch mot Cardiff, som vann med 3-1 och därmed övertog Leeds Uniteds serieledning. Cooper bad om ursäkt på Twitter efter matchen. Han spelade totalt 32 matcher under säsongen, trots skadefrånvaro under våren.

#### 2018/2019
Cooper behöll såväl kaptensbindeln som sin ordinarie startplats i Leeds mittförsvar efter att Marcelo Bielsa tagit över som klubbens huvudtränare inför säsongen 2018/2019. Han startade alla seriematcher utom en fram till den 1 december, då han bars av plan med en knäskada i en bortamatch mot Sheffield United." Cooper flögs till Rom för operation och väntades vara borta i upp till sex veckor, något Bielsa betecknade som "en viktig förlust för laget." Den 7 januari 2019 spelade Cooper sin första match efter skadan, då han deltog i de första 65 minuterna av U23-lagets bortaseger över Hull City.
Trots skadan hann Cooper spela 38 seriematcher för Leeds under säsongen, och göra tre mål. Vid säsongsslutet togs han tillsammans med mittbackskollegan i Leeds Pontus Jansson ut i PFA:s Team of the Year.

#### 2019/2020
Säsongen 2019/2020 inledde Cooper med Ben White som ny mittbackskollega, efter att Pontus Jansson sålts till Brentford. Tillsammans utgjorde de kärnan i det försvar som ännu i början av december släppt in färre mål än något annat lag i serien, endast 10 mål på 19 matcher. Den 11 september 2019 förlängdes Coopers kontrakt med Leeds till 2024. Efter att säsongen gjort uppehåll i tre månader på grund av coronaviruspandemin 2019-2021 blev Leeds United i juli 2021 uppflyttade till Premier League som seriesegrare med tio poängs marginal.

#### 2021/2021
Cooper fortsatte som lagkapten efter uppflyttningen och spelade under sin första säsong i Premier League 25 seriematcher för Leeds, som slutade på nionde plats.

### CSKA Sofia
I september 2024 skrev Cooper på för bulgariska CSKA Sofia.

## Landslagskarriär
Cooper representerade under 2008 och 2009 Skottland på U17- och U19-nivå. Från 2016 togs han regelbundet ut i Skottlands seniorlandslag, men hans debut dröjde till den 6 september 2019, då han spelade hela EM-kvalmatchen mot Ryssland, vilken slutade i förlust 1–2. Tre dagar senare spelade han på nytt när Skottland förlorade mot Belgien med 0–4.
Cooper spelade hela Skottlands premiärmatch mot Tjeckien i EM 2020, uppskjutet till 2021 på grund av pandemin.